# بيسون أقرن
البيسون الأقرن أو البيسون العملاق أو بيسون العصر الجليدي هو نوع قبل تاريخي من البيسون عاش خلال عصر البلستوسين في قارة أمريكا الشمالية. الاسم العلميّ لهذا الحيوان هو «بيسون لاتيفورنز»، وهو اسم لاتيني يَعني «البيسون طويل القرون» نسبة إلى قرنيه شديدي الطول، وترجمته بالعربية هي «البيسون الأقرن» أي «ضخم القرون». كان البيسون الأقرن هو الأضخم من بين جميع أنواع البيسون التي جابت قارة أمريكا الشمالية على الإطلاق، فحجمه أكبر بمن الربع إلى النصف من حجم البيسون الأمريكي الحديث. لكن مع هذا فإن البيسون الأقرن يُشبه كثيراً البيسون الحديث في مظهره، كما أنه من المتوقع أنه كان يُشبهه في سلوكه ونمط حياته أيضاً حيث يُعتقد أنه عاش في قطعان كبيرة تجوب المراعي، وكانت لديهم أعداء منها الدببة والذئاب والسنوريات سيفية الأنياب.
عُثرَ على الأحافير الأولى لهذه الحيوانات عام 1803م، حيث كتب عنها «ريمبراندت بيل» مقالاً قصيراً في مجلة فلسفية، وأطلق على هذا البيسون اسم «الجاموس الهندي العظيم» بناءً على شظايا من جمجمته وجدها في بحيرة الأسفلت الشهيرة، وفي عام 1825 وصف عالم آخر العينة بتفاصيل أكبر وأطلق عليها اسم «البيسون الأقرن».

## الانتشار والموطن
عاشت حيوانات البيسون الأقرن عبر معظم قارة أمريكا الشمالية، فقد قطنت كندا في أقاليم ألبرتا وساسكاتشوان إضافة إلى بعض المناطق الأخرى، وقطنت الولايات المتحدة (خصوصاً السهول العظمى ضمن ولايات كاليفورنيا وكولورادو وفلوريدا وأيداهو وكنساس ومونتانا ونيبراسكا والمكسيك الجديدة وأوكلاهوما وداكوتا الجنوبية وتكساس ويوتا، وقد قطن أيضاً بعض الأجزاء من المكسيك وألاسكا. وربما كان يَعيش البيسون الأقرن بشكل كبير في الغابات والمناطق الشجرية.

## الوصف

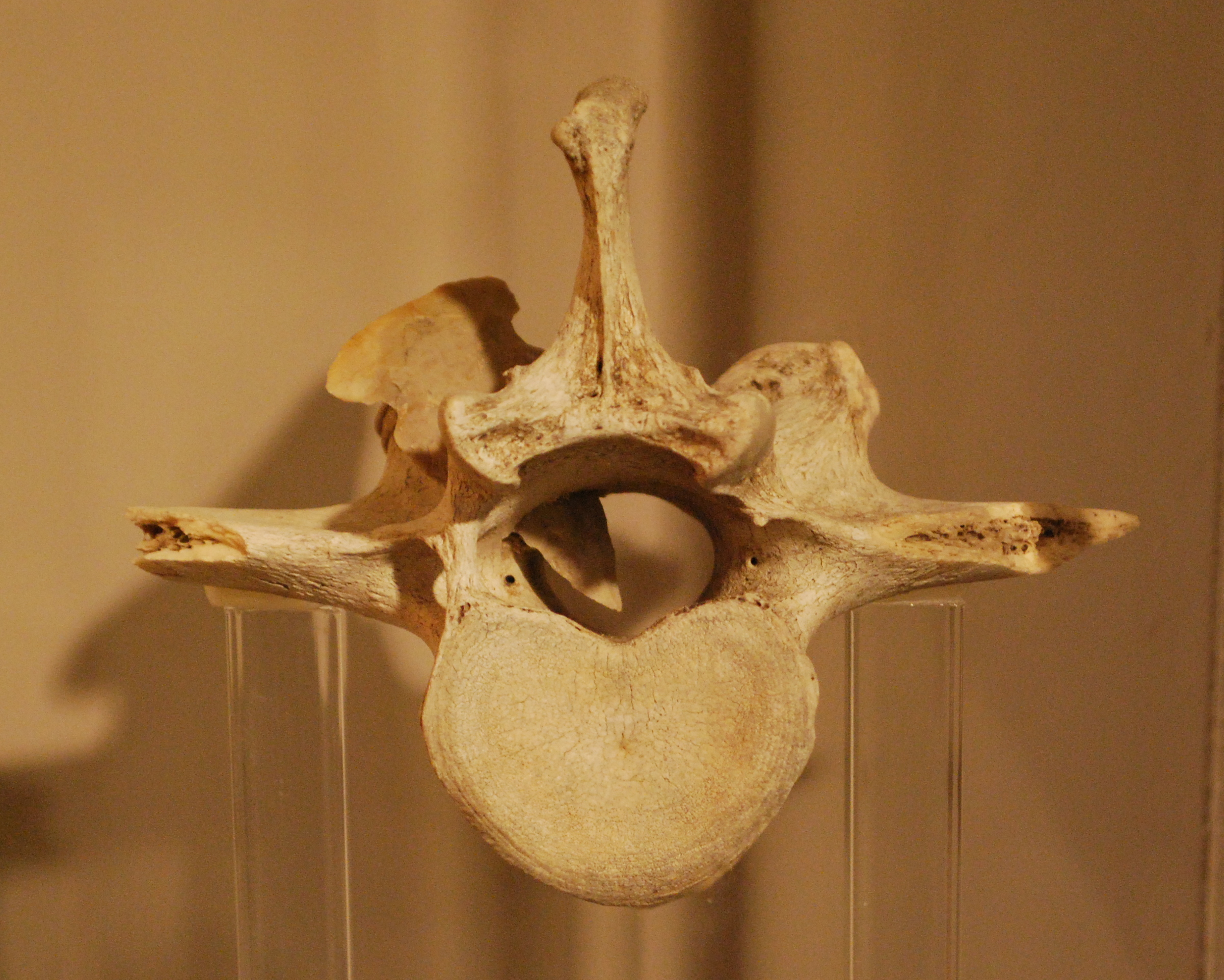
صورة تظهر فقرة لبيسون أقرن قبل تاريخي.

كان البيسون الأقرن هو أضخم أنواع البيسون التي عاشت في أمريكا الشمالية، فقد كان يَملك جسماً ضخماً وقرنين كبيرين وكان جسده أكبر بما يَتراوح من 25 إلى 50% من البيسون الحديث (بناءً على مقارنات العظام)، ووصلت المسافة بين طرفي قرنيه 2.5 متر، ووصل ارتفاعه حتى الكتف 2.5 متر أيضاً. إن مظهر ثيران العصر الجليديّ هذه مشابه جداً للبيسون الحديث، لكنها فقط أضخم حجماً وقرناها أعرض إلى حد كبير. كانت ذكور البيسون الأقرن أكبر من الإناث التي كانت أصغر حجماً وقرناها أنحل. تميزت هذه الحيوانات بقرونها شديدة الطول، والتي تنحني إلى الأعلى عند حافتها، وكان عرض نواة قرونها يَبلغ ما يَتراوح من 1.4 إلى 2.2 متر. وعموماً لم تكن أجسادها مهيئة كثيراً للركض والحركة السريعة، بل كانت تميل إلى التركيز على الحجم والقوة، فقد بلغت أوزانها على سبيل المثال 885 كيلوغراماً تقريباً حسب التقديرات.

## التطور
ظهر البيسون الأقرن قبل 500,000 عام في أمريكا الشمالية، وكان قد انحدر من البيسون بريسكس (سلف جميع أنواع جنس البيسون)، وعند ذاك لم يَكن البيسون بريسكس قد عبر جسر بيرنجيا بعد إلى ألاسكا. وفي وقت لاحق، انحدر من البيسون الأقرن نوع جديد هو البيسون الأمريكي أو «البيسون. بيسون» (والذي لا يَزال حياً إلى اليوم، وهو أضخم حيوانات اليابسة في قارة أمريكا الشمالية حالياً). وفي النهاية انقرض قبل ما يَتراوح من 30,000 إلى 21,000 عام خلال العصر البلستوسيني المتأخر، بعد أن كان واحداً من أضخم ثدييات اليابسة التي عاشت في قارة أمريكا الشمالية.